# Walter HWK 109-509
El Walter HWK 109-509 va ser un motor de coet de combustible líquid que propulsava els avions Messerschmitt Me 163B i el Bachem Ba 349. Va ser produït per Hellmuth Walter Kommanditgesellschaft (HWK) i a partir de 1943, per Heinkel, sota llicència.

## Disseny i desenvolupament
La base del disseny va ser el motor experimental Walter R 1-203, que funcionava amb l'anomenat procés fred del sistema Walter, en el qual la T-Stoff (substància T) i la Z-Stoff (substància Z) es descomponien en una cambra de reacció. La reacció produïa vapor d'aigua i oxigen a temperatures de 700 a 800 °C que s'alliberaven a alta pressió per una tovera.
Per aprofitar millor el contingut lliure d'oxigen, es va desenvolupar el procés calent en afegir un hidrocarbur al component catalitzador del combustible. De manera que en lloc de la Z -Stoff es feia reaccionar l'anomenada C-Stoff (substància C) i com a oxidant de nou la T-Stoff. La temperatura del gas d'escapament es va duplicar en comparació amb el procés fred.
El motor s'havia construït amb un disseny integral. Tots els conjunts d'accionament, a excepció dels dipòsits de combustible, es van fixar en un bastidor. La descomposició de la T-Stoff en una cambra de reacció plena de diòxid de manganès porós creava una barreja calenta de vapor d'aigua i oxigen, que impulsava una turbobomba per a la transmissió dels combustibles T-Stoff i C-Stoff cap a la cambra de combustió. El combustible T-Stoff s'introduïa primer a alta pressió a la doble paret de la cambra de combustió per refredar-la. A continuació, tornava a una unitat de control en el bastidor del motor, en la qual es coordinava precisament la quantitat dels dos components. D'aquí tornava a la cambra de combustió, a la qual s'injectava mitjançant atomitzadors junt amb el combustible C-Stoff.

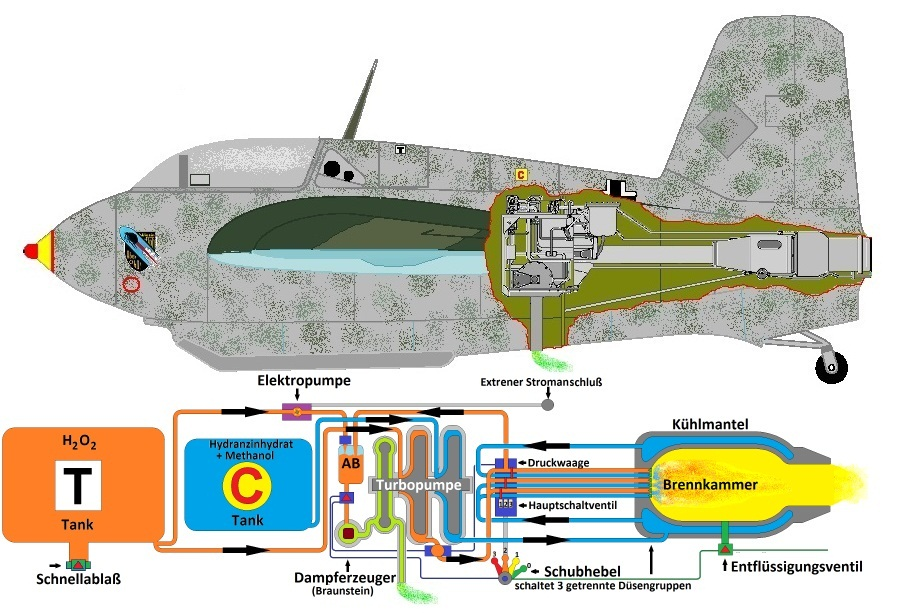
Components del motor HWK 109-509

Un dels avantatges del HWK 109-509 era la seva ajustabilitat. El motor podria funcionar amb una empenta regulable en cinc etapes (apagat, ralentí, 1, 2, 3) de 100 a 1600 kp. Es podia desactivar a l'altitud operativa, després de l'atac i aterrar planejant. Es podia reiniciar al cap d'un temps de refrigeració d'aproximadament 2 minuts per utilitzar el combustible que quedava. No obstant això, a causa de la gran explosivitat del combustible, hi va haver diversos accidents mortals. El 1941, Heini Dittmar va ser la primera persona que va assolir una velocitat de més de 1000 km / h en un Messerschmitt Me 163